# (19617) Duhamel
(19617) Duhamel (1999 PH1) – planetoida z grupy pasa głównego asteroid okrążająca Słońce w ciągu 5,76 lat w średniej odległości 3,21 j.a. Odkryta 8 sierpnia 1999 roku.